# Vlad Chiriac
Vlad Chiriac (* 10. Januar 1979 in Bukarest, Rumänien) ist ein deutscher Schauspieler und Synchronsprecher.

## Leben

### Herkunft und Ausbildung
Chiriac stammt aus einer rumänisch-deutschen Familie. Sein Vater war Rumäne; seine Mutter ist deutschstämmig und arbeitete als Deutschlehrerin. 1981 zog seine Familie als Aussiedler mit ihm aus Rumänien nach Deutschland, wo sie in Bietigheim-Bissingen Aufnahme fanden. Sein Vater arbeitete als Maschinenbauingenieur bei Daimler-Benz in Stuttgart. Chiriac wuchs im Stadtteil Bissingen auf. Er besuchte zuerst die Schillerschule und war Ministrant in der katholischen Kirchengemeinde „Zum Guten Hirten“. Als Schüler der dritten Klasse spielte er bei einer Theateraufführung die Titelrolle im Märchen vom Kartoffelkönig und entdeckte dabei seine Lust am Theaterspielen. Seit seinem sechsten Lebensjahr war er in der Leichtathletik aktiv; außerdem spielte er später Handball, Fußball und Tennis. Er ging dann auf die Ellental-Gymnasien, wo er Mitglied in der Theater-AG war und 1998 das Abitur machte.
Er begann zunächst ein Universitätsstudium der Anglistik, Amerikanistik und Germanistik in Bonn, wo seine Mutter nach dem Tod seines Vaters, der starb, als Chiriac 18 Jahre alt war, seit 1997 lebte. Seiner Begeisterung für das Theaterspielen folgend, entschied er sich dann jedoch für die Schauspielerei. Von 2002 bis 2005 studierte er an der Schauspielschule Charlottenburg, wo er seine Ausbildung mit der Bühnenreifeprüfung abschloss.

### Theater
Erste professionelle Theaterrollen spielte er während seiner Ausbildung am Studiotheater Charlottenburg sowie bei Gastauftritten am Hans Otto Theater in Potsdam (Regie: Valentin Plătăreanu) und am bat-Studiotheater. Nach Abschluss seiner Ausbildung folgten Theaterarbeiten in der Berliner Brotfabrik (2005) und ab 2006 bis 2009 am Theater Havarie in Potsdam.
Ab 2007 war Vlad Chiriac festes Ensemblemitglied am Hexenkessel Hoftheater, jetzt Hexenberg Ensemble im Pfefferberg Theater, in Berlin. Er spielte dort zahlreiche klassische Theaterrollen mit dem Schwerpunkt auf Shakespeare, Goldoni und Molière und wirkte auf der Bühne der Märchenhütte im Berliner Monbijou-Park in zahlreichen Märcheninszenierungen in Haupt- und Nebenrollen mit.
Weitere Theaterauftritte hatte er im HAU Hebbel am Ufer unter der Regie von Milo Rau in Die letzten Tage der Ceausescus (2009), sowie unter der Regie von Neco Çelik in Invasion! (2008), im Heimathafen Neukölln in Zwei Krawatten (2012) und beim Brechtfestival Augsburg in Der Ja- und Neinsager (2014).
Seit 2015 ist er für das Vorstadttheater Basel mit Bambi sowie Oh Brüder, Oh Schwestern! auf Tournee.

### Film und Fernsehen
Chiriac übernahm auch zahlreiche Film- und Fernsehrollen. Häufig wurde er hierbei in der Rolle des Bösewichts besetzt. Er spielte „Womanizer und Kleinkriminelle“, oft mit Migrationshintergrund.
Er wirkte in mehreren Kinofilmen mit, so in Phantom Party (2009; als Terrorist), Viva Europa! (2009; als osteuropäischer Zuhälter Gheorghe), Die Summe meiner einzelnen Teile (2011; als Pfaller), Klingenberg (2011; als Krankenpfleger Nils) und in Aschenbrödel und der gestiefelte Kater (2013; als das tapfere Schneiderlein). In dem Spielfilm Trash Detective (2015), der bei den 50. Internationalen Hofer Filmtagen seine Premiere hatte, hatte er die Rolle des Salva Scherrenberger; er spielte einen „blutrünstigen“ Metzgergesellen, der nebenbei Hardcore-Pornos dreht.
Im Kölner Tatort: Klassentreffen (Erstausstrahlung: Januar 2010) spielte er eine Nebenrolle als litauischer Auftragskiller Jonas Broos. 2013 war er als Gerdy in dem Serien-Pilotfilm Niemand hat die Absicht, einen Flughafen zu eröffnen auf ZDFneo zu sehen.
Er hatte außerdem Episodenrollen in den Fernsehserien Notruf Hafenkante (2010; als Adrian Popenscu, der sich von Geistern verfolgt fühlt), Heiter bis tödlich: Henker & Richter (2011; als Kleinstadt-Casanova Mike Heger) und mehrfach in der ZDF-Serie SOKO Leipzig. In der Folge Hajos letzter Fall (Erstausstrahlung: November 2011) spielte er den tatverdächtigen, jungen Diskothekenbesucher Christoph Paschmann; in der Folge Frischfleisch (Erstausstrahlung: März 2012) war er der Kosovo-Albaner Liridon Roza, der seinen jüngeren, 14-jährigen Bruder als Stricher auf die Straße schickt.
Im Februar 2017 war Chiriac in der Serie SOKO Leipzig erneut in einer Episodenrolle zu sehen; er spielte Pavel Niculescu, den Barmann und Geschäftsführer eines Bordells. Im Wilsberg-Krimi Prognose Mord (Erstausstrahlung: März 2018) war er einer der Mittäter, der aus Bulgarien stammende Betrüger Slatan Panchev. In den folgenden Jahren war er mit Episodenrollen u. a. in Jenseits der Spree (2022) und SOKO Stuttgart (2023) zu sehen. Im 18. Film der TV-Reihe Praxis mit Meerblick (2023) spielte er, an der Seite von Johanna Klante, den Ehemann einer verantwortungsvollen, freiberuflich tätigen Hebamme.

### Sprecher
Chiriac ist seit 2015 auch vermehrt im Bereich Synchron bzw. Hörspiel und Funkwerbung tätig. Beispielsweise übernahm er in der Audible-Produktion Kill Shakespeare die Hauptrolle des Hamlet. Für die Netflix-Serie Van Helsing übernahm er die deutsche Stimme von Dmitri. In der deutschen Synchronfassung von Werewolf by Night ist er die Stimme von Gael García Bernal als Jack Russell. Im Videospiel Assassin’s Creed Mirage spricht er die Hauptrolle Basim.

### Privates
Chiriac lebt mit seiner Frau und zwei Söhnen in Berlin.

## Filmografie (Auswahl)
- 2006: Trauma (Kurzfilm)
- 2007: Berlin Wall – The Day the Wall came down (Dokumentarfilm)
- 2008: In Tirana (Kurzfilm, dffb/arte)
- 2009: Phantom Party (Kinofilm)
- 2009: Viva Europa! (Kinofilm)
- 2010: Tatort: Klassentreffen (Fernsehreihe)
- 2010: Notruf Hafenkante (Fernsehserie; Folge: Geisterstunde)
- 2011: Die Summe meiner einzelnen Teile (Kinofilm)
- 2011: SOKO Leipzig (Fernsehserie; Folge: Hajos letzter Fall)
- 2011: Heiter bis tödlich: Henker & Richter (Fernsehserie; Folge: Der Terminator aus Ulan Bator)
- 2011: Klingenberg (Kinofilm)
- 2012: Found Wanting (Kurzfilm)
- 2012: SOKO Leipzig (Fernsehserie; Folge: Frischfleisch)
- 2013: Niemand hat die Absicht, einen Flughafen zu eröffnen (Fernsehfilm)
- 2013: Aschenbrödel und der gestiefelte Kater (Kinofilm)
- 2015: Trash Detective (Kinofilm)
- 2017: SOKO Leipzig (Fernsehserie; Folge: Einmal im Leben)
- 2018: Wilsberg: Prognose Mord (Fernsehreihe)
- 2022: Jenseits der Spree (Fernsehserie; Folge: Zwischen den Welten)
- 2022: SOKO Leipzig (Fernsehserie; Folge: Jesus lebt)
- 2023: SOKO Stuttgart (Fernsehserie; Folge: Vater unser)
- 2023: Praxis mit Meerblick – Schwindel (Fernsehreihe)
- 2023: Wolfsjagd (Fernsehfilm)
- 2024: Blutige Anfänger (Fernsehserie; Folge: Pferdeflüsterer)
- 2024: WaPo Elbe (Fernsehserie; Folge: Was du nicht siehst)
- 2024: Finsteres Herz – Die Toten von Marnow 2 (Fernsehserie)
- 2025: SOKO Donau/SOKO Wien – Was wäre wenn...? (Fernsehserie)

## Theater (Auswahl)
- 2005: Des Fiesco Verschwörung als Fiesco in der Brotfabrik Berlin (Regie: Norbert Hülm)
- 2007: Der Geizige als Cléanthe im Monbijoutheater Berlin (Regie: Jan Zimmermann)
- 2007: Was ihr wollt als Orsino/Sir Toby im Monbijoutheater Berlin (Regie: Jan Zimmermann)
- 2008: Ein Sommernachtstraum als Lysander/Bottom im Monbijoutheater Berlin (Regie: Jan Zimmermann)
- 2008: INVASION! im HAU (Regie: Neco Celik)
- 2009: Mirandolina als Fabrizio im Monbijoutheater Berlin (Regie: Jan Zimmermann)
- 2009: Der Sturm als Ferdinand im Monbijoutheater Berlin (Regie: Jan Zimmermann)
- 2010: Don Juan als José im Monbijoutheater Berlin (Regie: Jan Zimmermann)
- 2010: Romeo und Julia als Romeo im Monbijoutheater Berlin (Regie: Jan Zimmermann)
- 2010: Die Bremer Stadtmusikanten als Esel/Hund/Katze/Hahn in der Märchenhütte Berlin (Regie: Jan Zimmermann)
- 2011: Der eingebildete Kranke als Cléanthe/Grimois Diafoirus im Monbijoutheater Berlin (Regie: Jan Zimmermann)
- 2011: Der Diener zweier Herren als Florindo/Clarice im Monbijoutheater Berlin (Regie: Jan Zimmermann)
- 2012: Rapunzel als Prinz in der Märchenhütte Berlin (Regie: Jan Zimmermann)
- 2012: Zwei Krawatten als Jean im Heimathafen Neukölln (Regie: Andreas Merz)
- 2012: König Hirsch als Tartaglia im Monbijoutheater Berlin (Regie: Stefan Moskov)
- 2013: Volpone als Bonario im Monbijoutheater Berlin (Regie: Jan Zimmermann)
- 2013: Amphitryon als Sosias im Monbijoutheater Berlin (Regie: Jan Zimmermann)
- 2014: Die Schneekönigin als Kay/Blume/Rabe/Rentier in der Märchenhütte Berlin (Regie: Sarah Kohrs)
- 2014: Wie es euch gefällt als Prüfstein im Monbijoutheater Berlin (Regie: Jan Zimmermann)
- 2014: Bambi als Bambi im Vorstadttheater Basel (Regie: Matthias Grupp)
- 2015: Die sieben Raben als Sonne/Mond/Morgenstern/Zwerg/Raben in der Märchenhütte Berlin (Regie: Darijan Mihailiovic)
- 2015: Tartuffe als Cléanthe im Monbijoutheater Berlin (Regie: Darijan Mihailiovic)
- 2015: Hamlet als Hamlet/Güldenstern/Fortinbras/Laertes im Monbijoutheater Berlin (Regie: Jan Zimmermann)
- 2016: Der zerbrochne Krug als Gerichtsrat Walther im Pfefferberg Theater Berlin (Regie: Jan Zimmermann)
- 2016: Rotkäppchen als Wolf im Glaspalast Berlin (Regie: Jan Zimmermann)
- 2017: Viel Lärm um nichts als Benedikt im Pfefferberg Theater Berlin (Regie: Jan Zimmermann)
- 2017: Ein Wintermärchen als Leontes/Autolycus im Pfefferberg Theater Berlin (Regie: Jan Zimmermann)
- 2018: Der Drache als Heinrich bei den Festspielen Wismar (Regie: Holger Mahlich)
- 2019: Hinz & Kunz als Hinz im Glaspalast Berlin (Regie: Jan Zimmermann)
- 2019: Knüppel aus’m Sack als Dornröschen im Glaspalast Berlin (Regie: Jan Zimmermann)
- 2021: Oh Brüder, Oh Schwestern! im Vorstadttheater Basel (Regie: Matthias Grupp)